# 紀元前332年
紀元前332年（きげんぜん332ねん）は、ローマ暦の年である。

## 他の紀年法
- 干支 : 己丑
- 日本
  - 皇紀329年
  - 孝安天皇61年
- 中国
  - 周 - 顕王37年
  - 秦 - 恵文君6年
  - 楚 - 威王8年
  - 斉 - 威王25年
  - 燕 - 易王元年
  - 趙 - 粛侯18年
  - 魏 - 恵王後元3年
  - 韓 - 宣恵王元年
- 朝鮮
  - 檀紀2002年
- ベトナム :
- 仏滅紀元 : 213年
- ユダヤ暦 :

## できごと

### マケドニア
- 前年のイッソスの戦いにおいて勝利したマケドニア王国国王アレクサンドロス3世のペルシア遠征は続いており、レバノンのティルス包囲戦（w:Siege_of_Tyre_(332_BC)）で全フェニキアを征服し、ガザ包囲戦でガザを攻略した後、エジプトに入った。アケメネス朝ペルシアの総督（サトラップ）は降伏し、エジプト全土がマケドニア領となった。アレクサンドロスはエジプト支配の根拠地として、建築家ディノクラティスに命じ、それまで恒久的なギリシア商船の停泊地の無かったエジプトの貿易港としての立地も兼ね備えたナイルデルタ西端の地にアレキサンドリアを建設させた[1]。さらにアレクサンドロスは西方の砂漠に向かい、シワ・オアシスにてアメン神の息子であるとの神託を受け、エジプト支配の正統性を得た[2]。

### 中国
- 秦の恵文君が公孫衍を派遣して斉と魏を説得し、連合して趙を攻撃して、合従の約を破らせた。趙の粛侯がこのことで蘇秦を責めた。蘇秦が使者として燕に赴くと申し出て出国すると、合従の約は解体してしまった。趙軍が黄河を決壊させて斉と魏の陣にそそがせると、斉と魏の軍は撤退した。
- 魏は陰晋をもって秦と講和した。
- 斉軍が燕を攻撃して10城を奪ったが、蘇秦が斉の威王を説得すると、これらの城を燕に返還した。